# ダイハツ・デルタ

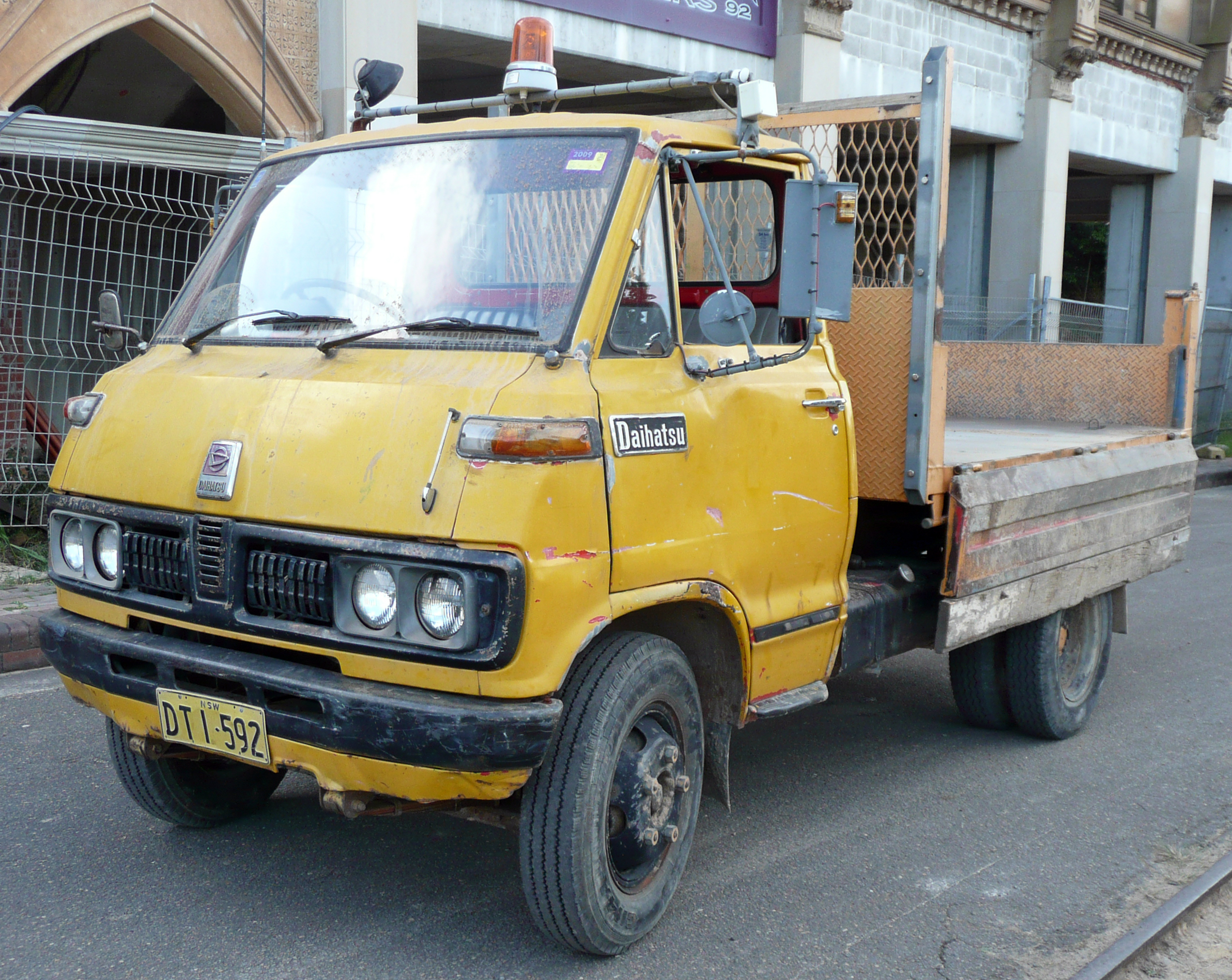
初代ダイハツ・デルタ

デルタ（DELTA）はダイハツ工業で販売されていた、小型商用車、およびワンボックス型小型乗用車、ミニバンの名称である。2t - 3.5tクラスのトラック（初期には1t以下クラスも）のほか、750kg積トラックのデルタ750、ライトバンおよびワンボックスワゴンのデルタワイド（DELTA WIDE）（後にデルタバン/ワゴンに改称）がある。

## 概要
1967年11月9日にトヨタ自動車と業務提携を締結し日野自動車と共にトヨタグループの一員となったダイハツ工業は、グループ親会社のトヨタ自動車とのOEM供給の相互関係が強まる事となる。
歴代のトヨタのライトエースとタウンエースは、トヨタとダイハツの共同開発でダイハツ京都工場（京都府乙訓郡大山崎町）で委託生産されていた。

## 歴史

### ダイハツ・デルタ1500 /1750/2000/3000、デルタトラック
- 1970年10月、ベスタ → V100/V200の後継として、また、ダイナの兄弟車として発表。以降、第5世代まで発売される。シャシ設計はダイナと共通だが、当時ダイナには設定が無かった1.5t級があるうえ、トヨタ製エンジンに加えダイハツ製エンジンが搭載された。1.5t級のデルタ1500にはダイハツFA型ガソリンエンジンが、2.0t級のデルタ2000ではダイハツFB型ガソリンとダイハツDG型ディーゼルエンジン、重積載車にはトヨタ・B型ディーゼルエンジン（設計の一部と生産はダイハツが担当）が設定されている。マイナーチェンジでガソリンエンジンはトヨタ製に変更され、1500がトヨタ12R型、2000はトヨタ5R型となる。

#### 2代目（1977年-1984年）
- 1977年フルモデルチェンジ。

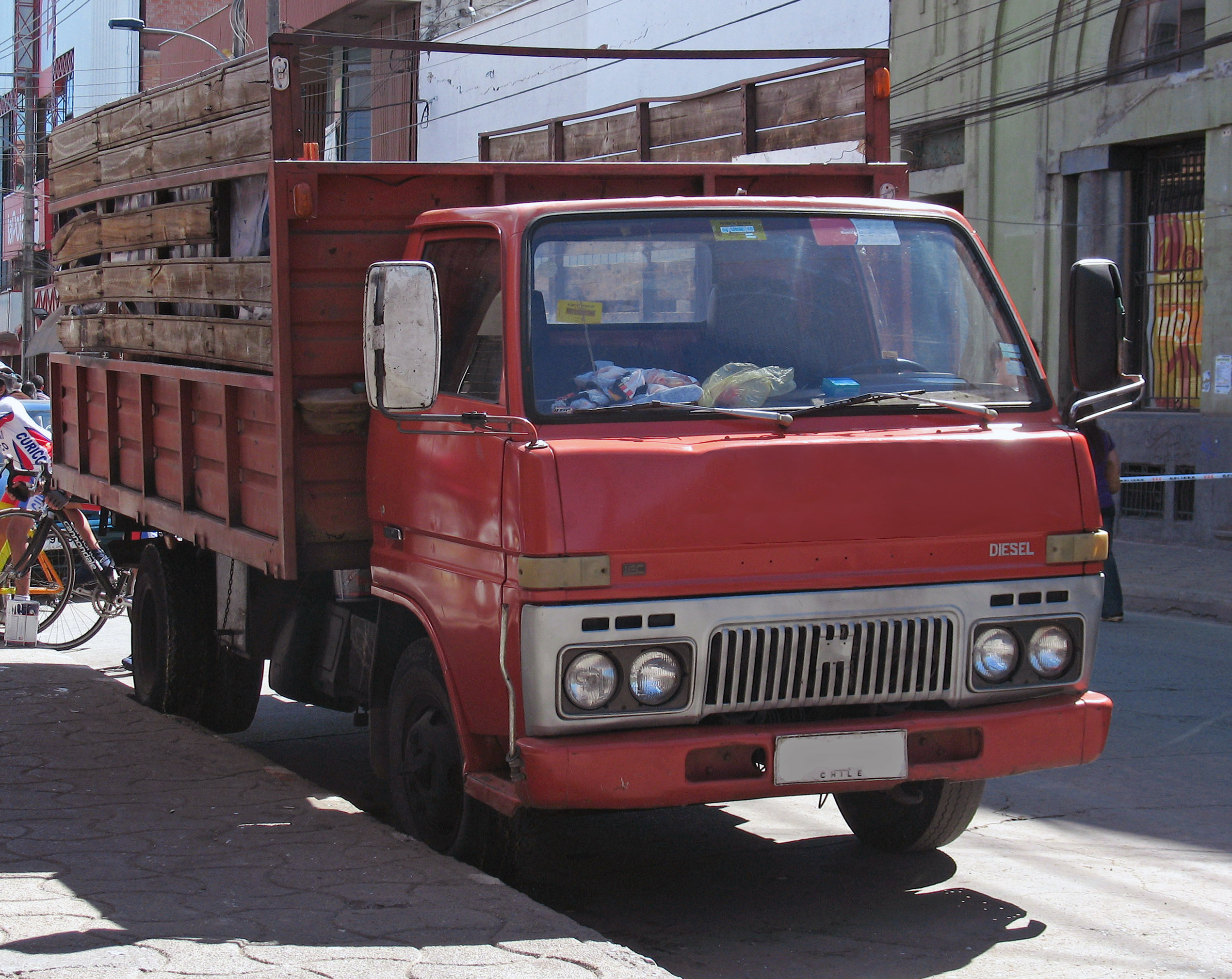
2代目デルタ（1983年輸出仕様）

- 1978年「レンジャー2」として日野自動車へOEM供給開始。
- 1980年ワイドキャブ車を追加。

#### 3代目（1984年-1995年）
- 1984年、フルモデルチェンジ。

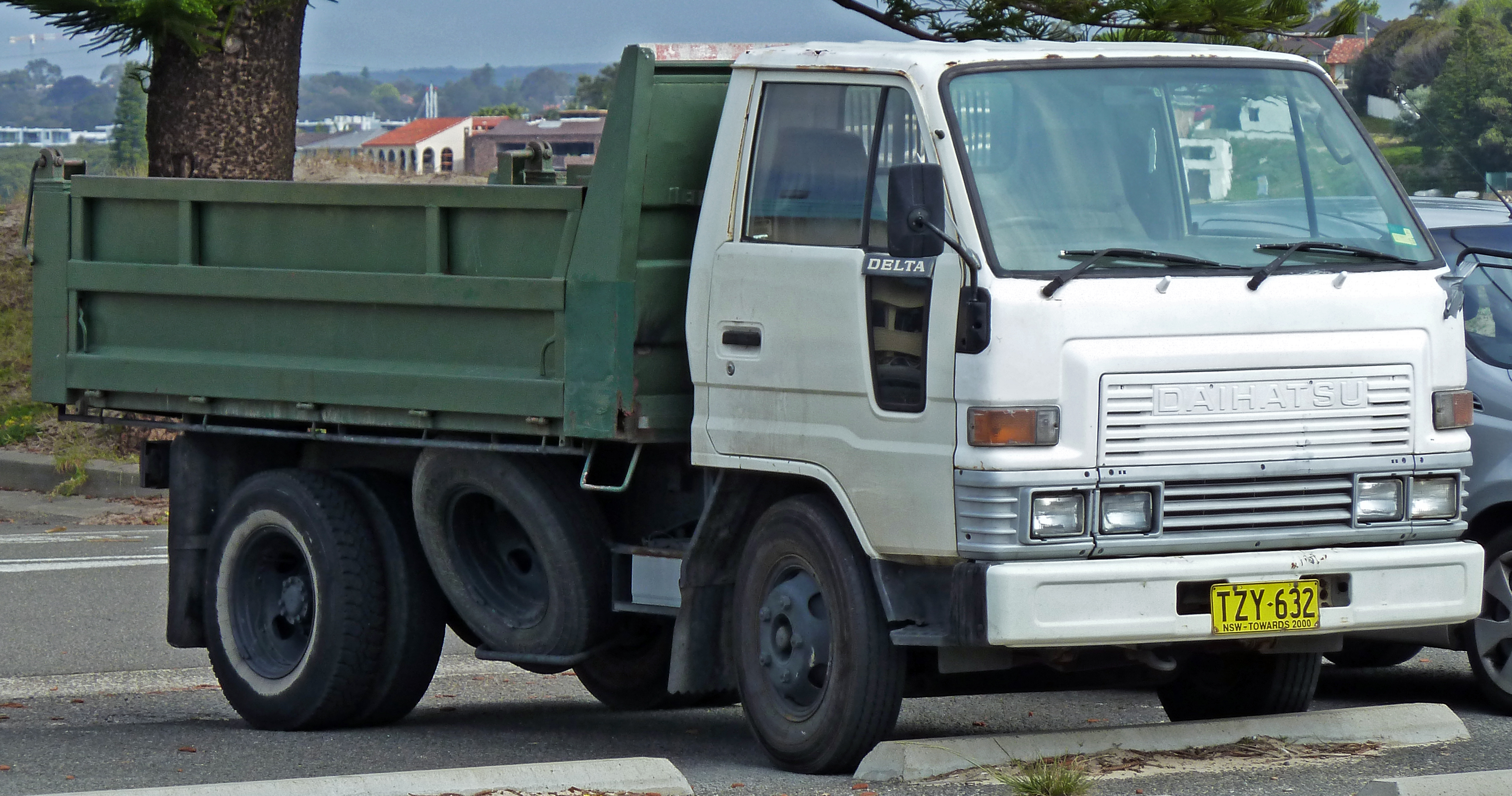
3代目デルタ

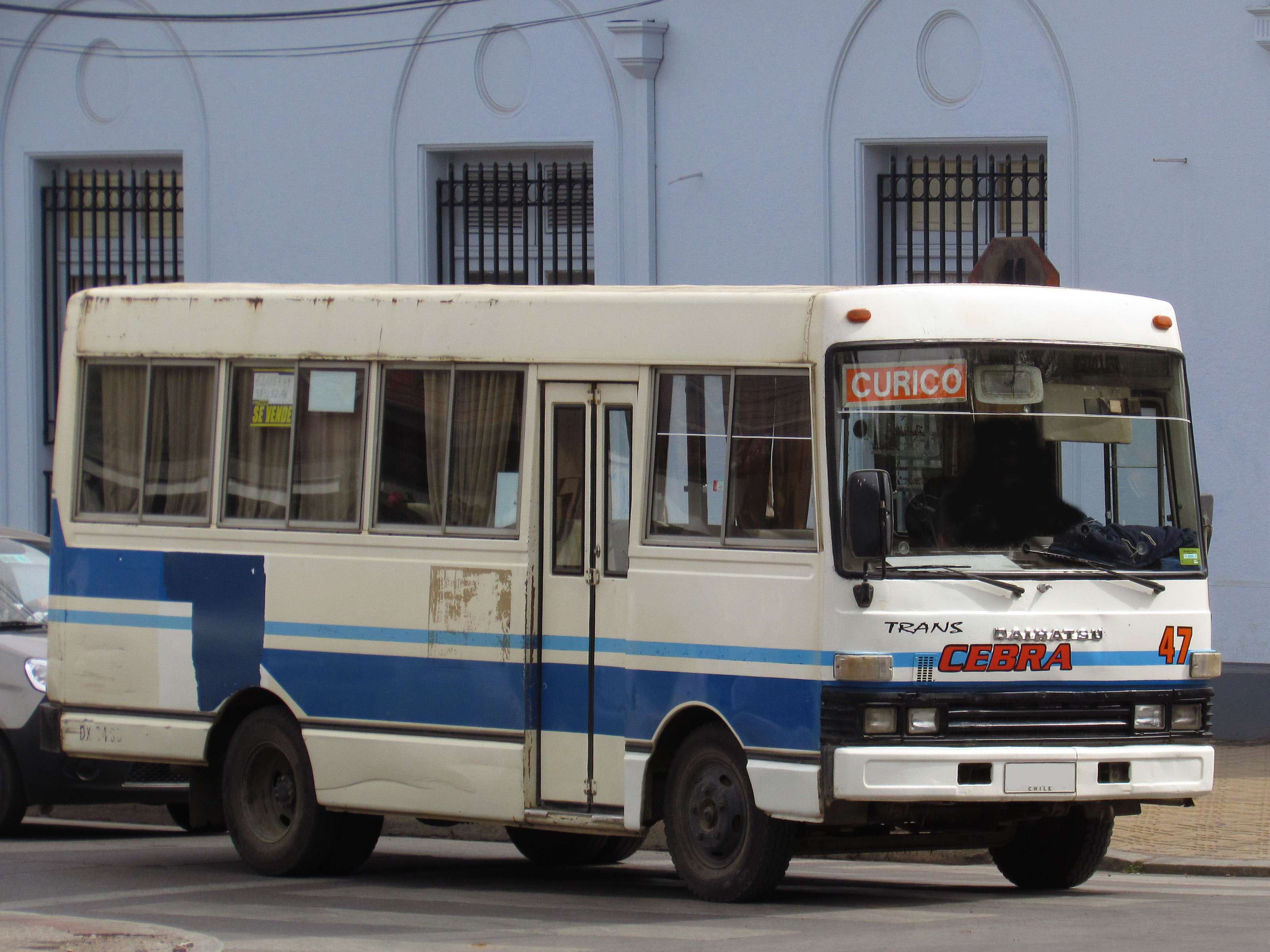
3代目デルタバス

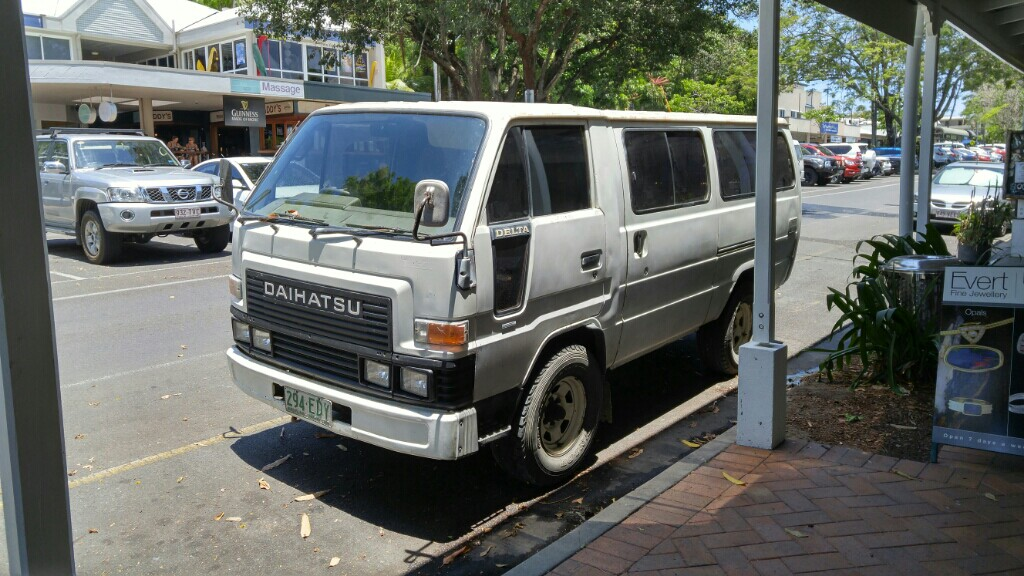
3代目ルートバン（オーストラリア仕様）

- 1985年、マイナーチェンジ。ワイドキャブ車にルーフベンチレーターが標準装備された。
- 1990年、一部改良。平成元年排出ガス規制適合。

1995年に4代目にフルモデルチェンジした後も、排出ガス規制の緩いアジア・南米等への輸出専用として、3代目の生産が続けられていた。
- 2010年、輸出専用に生産継続していた3代目デルタの生産を終了。

#### 4代目（1995年-1999年）

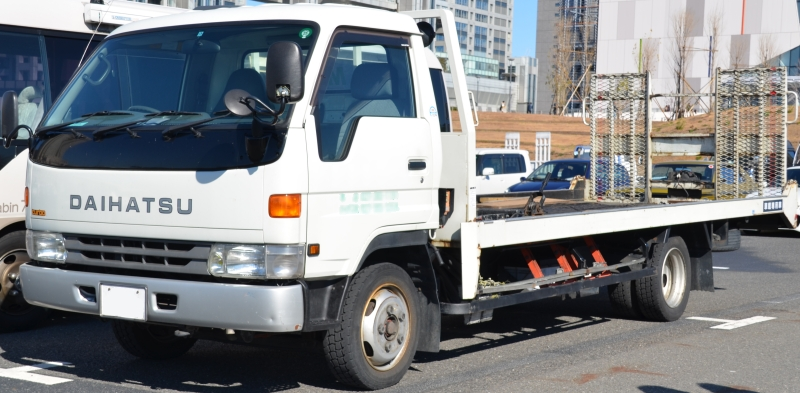
4代目デルタ

- 1995年、ダイハツ=軽自動車という世間の認識による販売台数の低迷や、自動車NOx法への適応が困難なため、国内販売分の自社開発をやめ、日野自動車（レンジャー2）とともにトヨタ（トヨエース / ダイナ）からのOEM供給を受けることとなる。

#### 5代目（1999年-2003年）

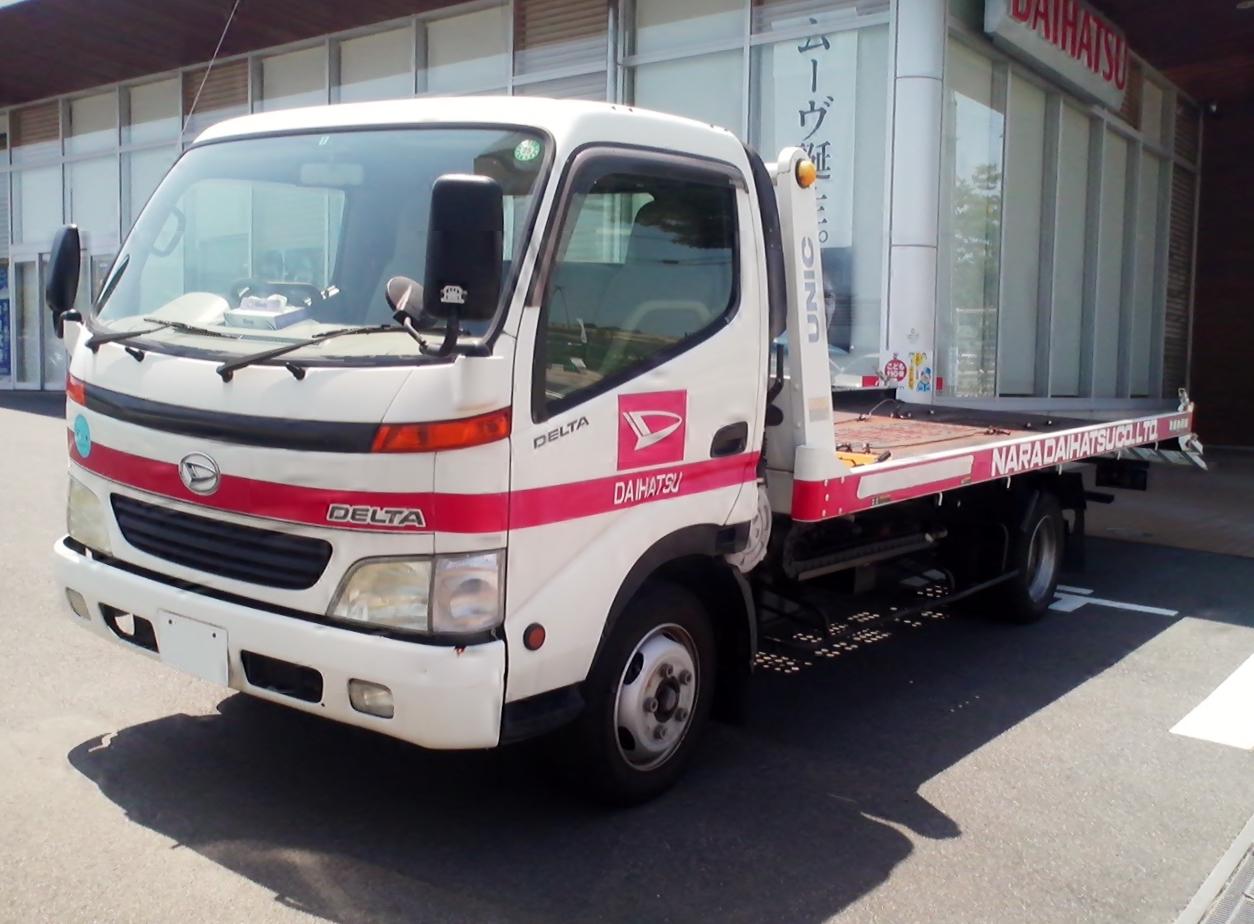
5代目デルタ

- 1999年、レンジャー2のモデルチェンジを機に、日野版はデュトロへと名称変更。トヨタに加え、初めて日野での生産が始まり、デルタはデュトロのOEMとなる。また、デルタとしては最初で最後のラインナップとなるルートバンが新たに追加される（海外市場では3代目でも設定されていた）。このルートバンはデュトロ、ダイナ、トヨエースともデザインが共通であり、Bピラー以降の車体はH100系ハイエースの流用となっている。
- 2002年マイナーチェンジ。ベース車のデュトロやダイナと同じ変更が行われ、フロントのターンランプがヘッドランプユニット内に移設された。
- 2003年、販売台数低迷により、OEM受け入れを取り止め。「デルタ」の車名は33年の歴史に幕を閉じた。これ以降、ダイハツでは2 t積系小型トラックの系譜が途絶えている。

### ダイハツ・デルタ750

#### 初代（1971年-1979年）
- 1971年3月、ニューラインキャブ、およびコンパーノトラックの後継として「デルタ750（セブンハーフ = 750kg積み）」が発売された。トヨタとの提携によりライトエーストラックのOEM車となるが、コンソルテや、前述のデルタ1500 / 2000とは異なり、ダイハツ製エンジンの搭載はなく、トヨタ製の3K型エンジンのみの設定であった。

#### 2代目（1979年-1982年）
- 1979年、フルモデルチェンジ。1982年まで販売された。なお、2020年9月にインドネシア製の750kg積系小型トラックであるグランマックストラックが日本国内に投入されるまでの38年間、ダイハツに750kg積系小型トラックは不在の状況が続いていた。

### デルタワイド / デルタバン & ワゴン

#### 初代（1976年-1982年）

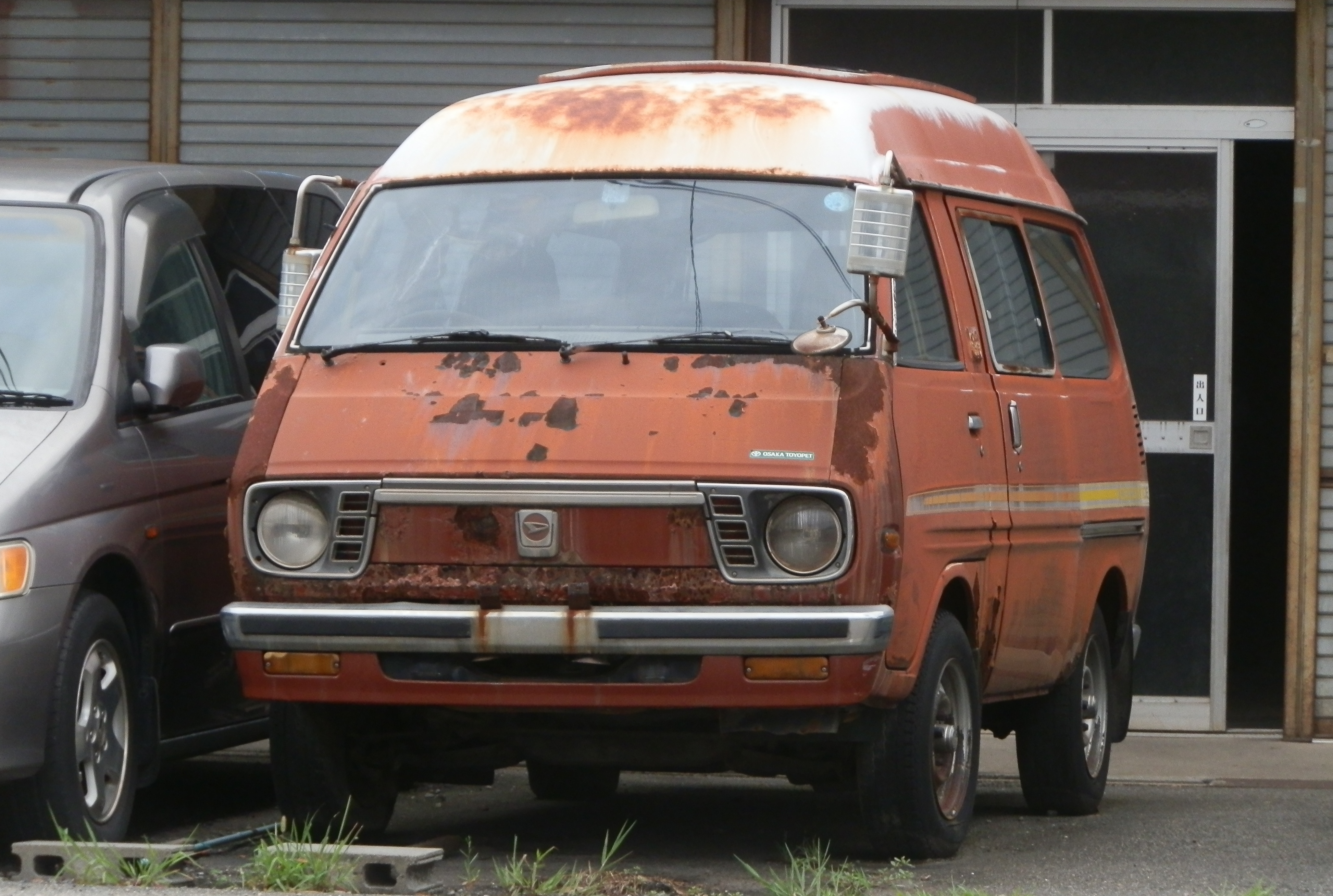
デルタワイドワゴン

- 1976年11月、タウンエースのOEM車種として「デルタワイドバン / デルタワイドワゴン」が発表される。

#### 2代目（1982年-1996年）
- 1982年11月フルモデルチェンジ。最上級グレードのＳＱにはトヨタマスターエースサーフのフロントバンパーが使用されている。
- 1985年8月トヨタライトエースワゴンのフルモデルチェンジに伴いマイナーチェンジ。フロント&リアデザインの変更
- 1988年マイナーチェンジ。フロント&リヤビューおよびインパネをより丸みを帯びたデザインに変更。
- 1992年１月ビッグマイナーチェンジ。内外装を大幅に変更。同時に後輪に扁平タイヤを装着したフラットフロア車が設定される。この時トヨタライトエースワゴンとデザインがほぼ共通になる。
- 1993年ディーゼルエンジンを2,000ccの2C-T型から2,200ccの3C-T型へ変更。これにより、最高出力も、85psから88psに向上。

4WD車だけは発売がタウンエースよりも9年遅れた。
車両取扱説明書も二輪駆動を基本としたものになっており、四輪駆動の項目はとって付けたような構成となっている。

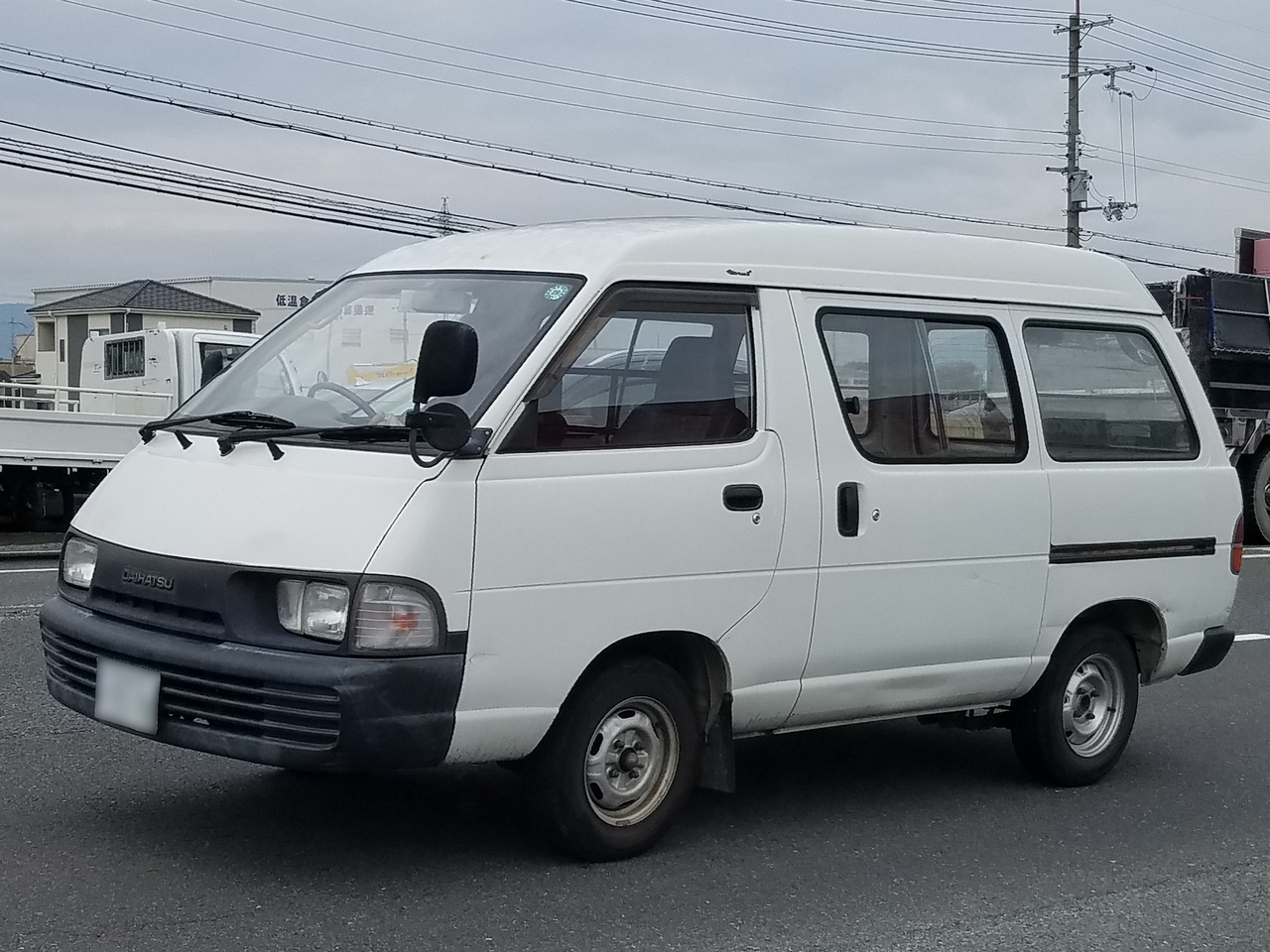
デルタワイドバン フロント
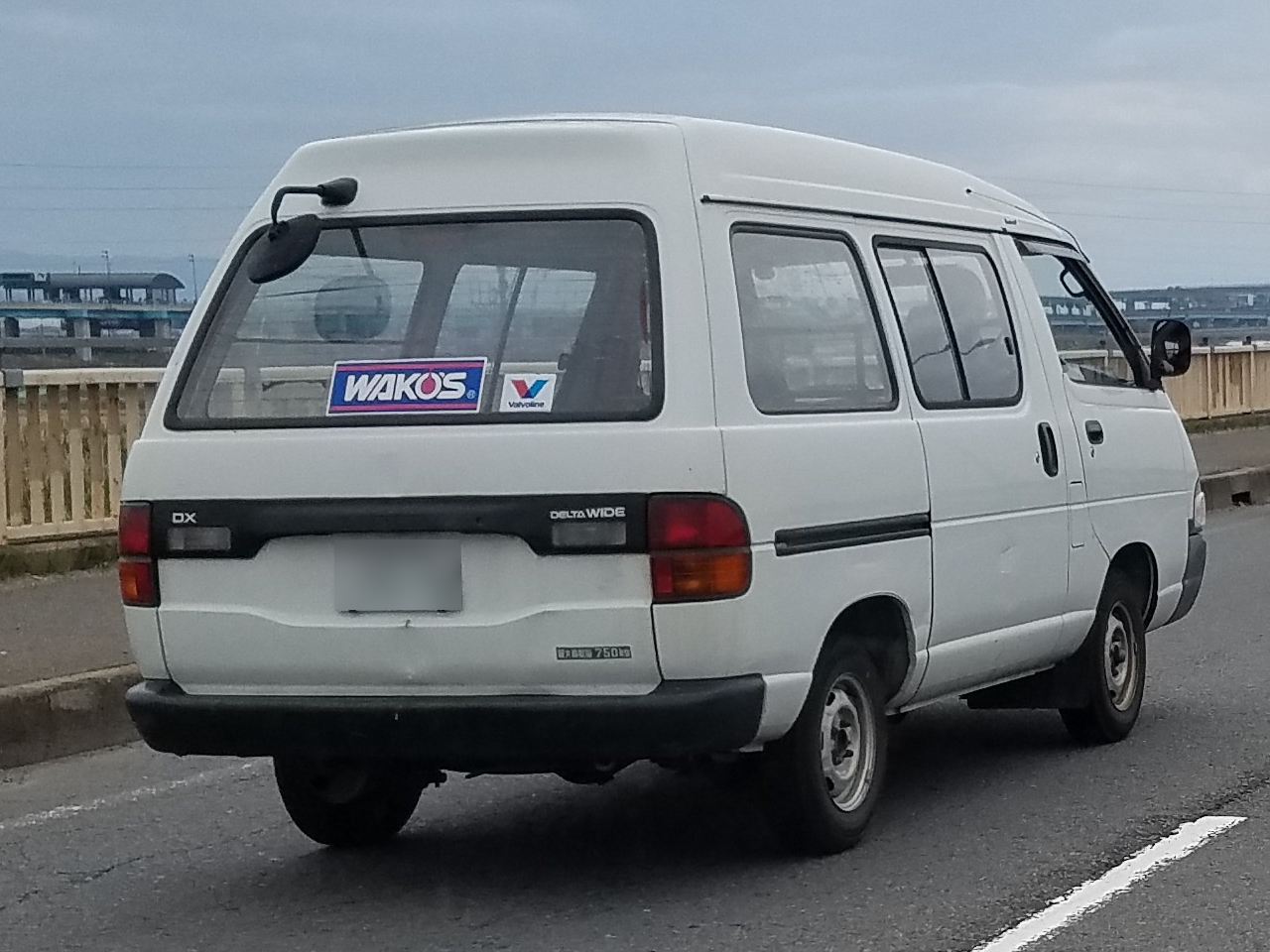
デルタワイドバン リア
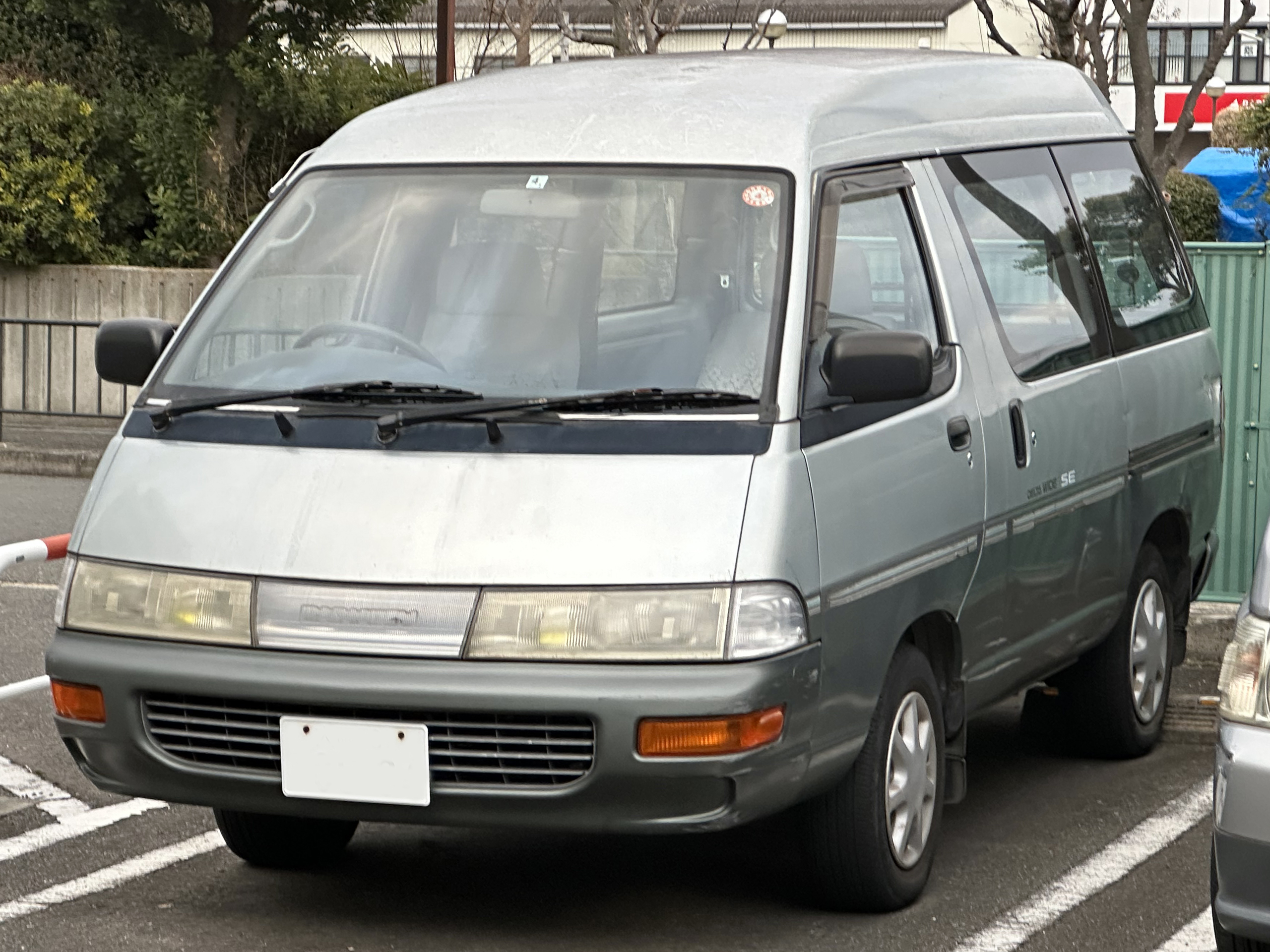
デルタワイドワゴン フロント
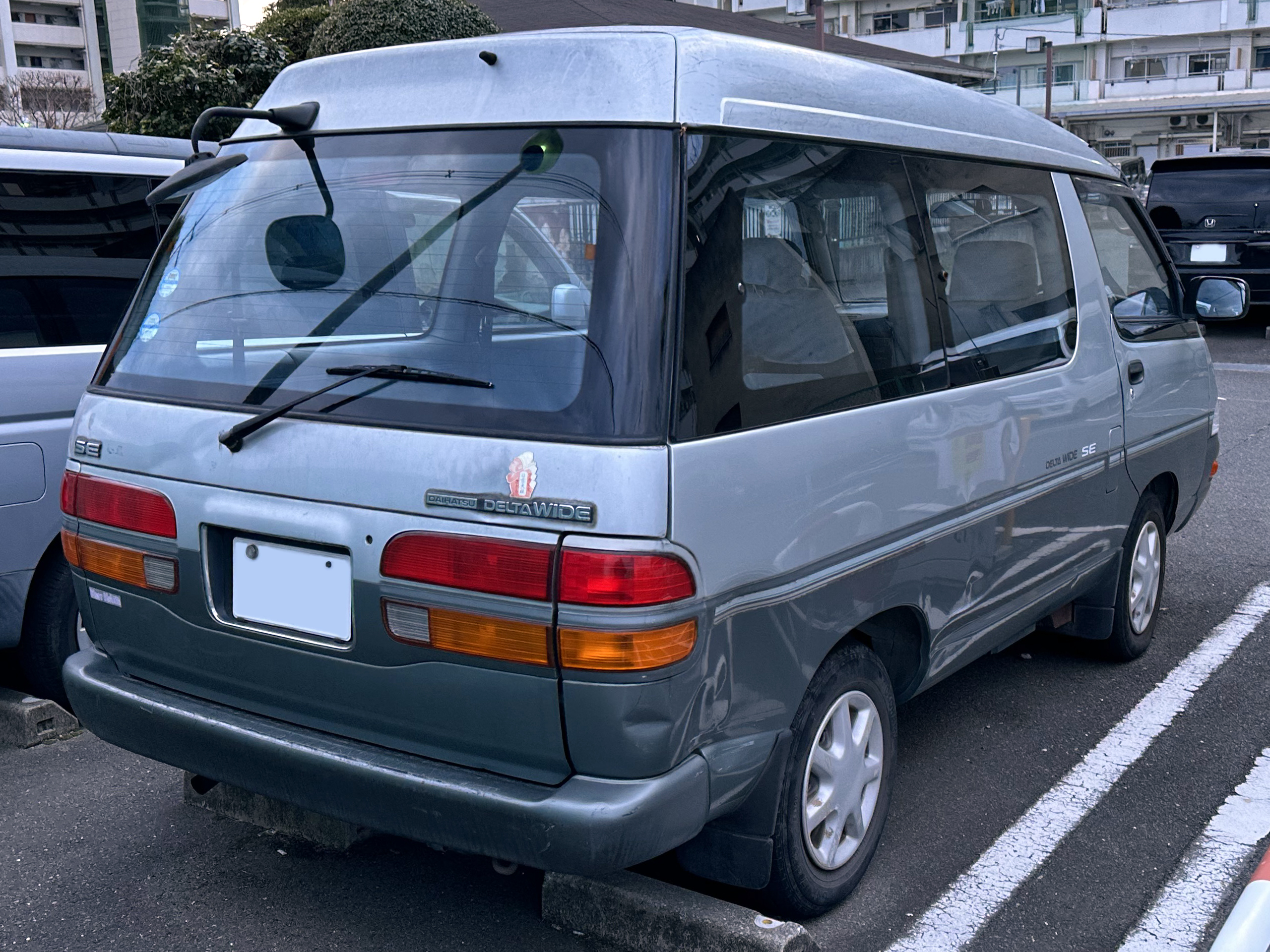
デルタワイドワゴン リア

#### 3代目（1996年-2001年）

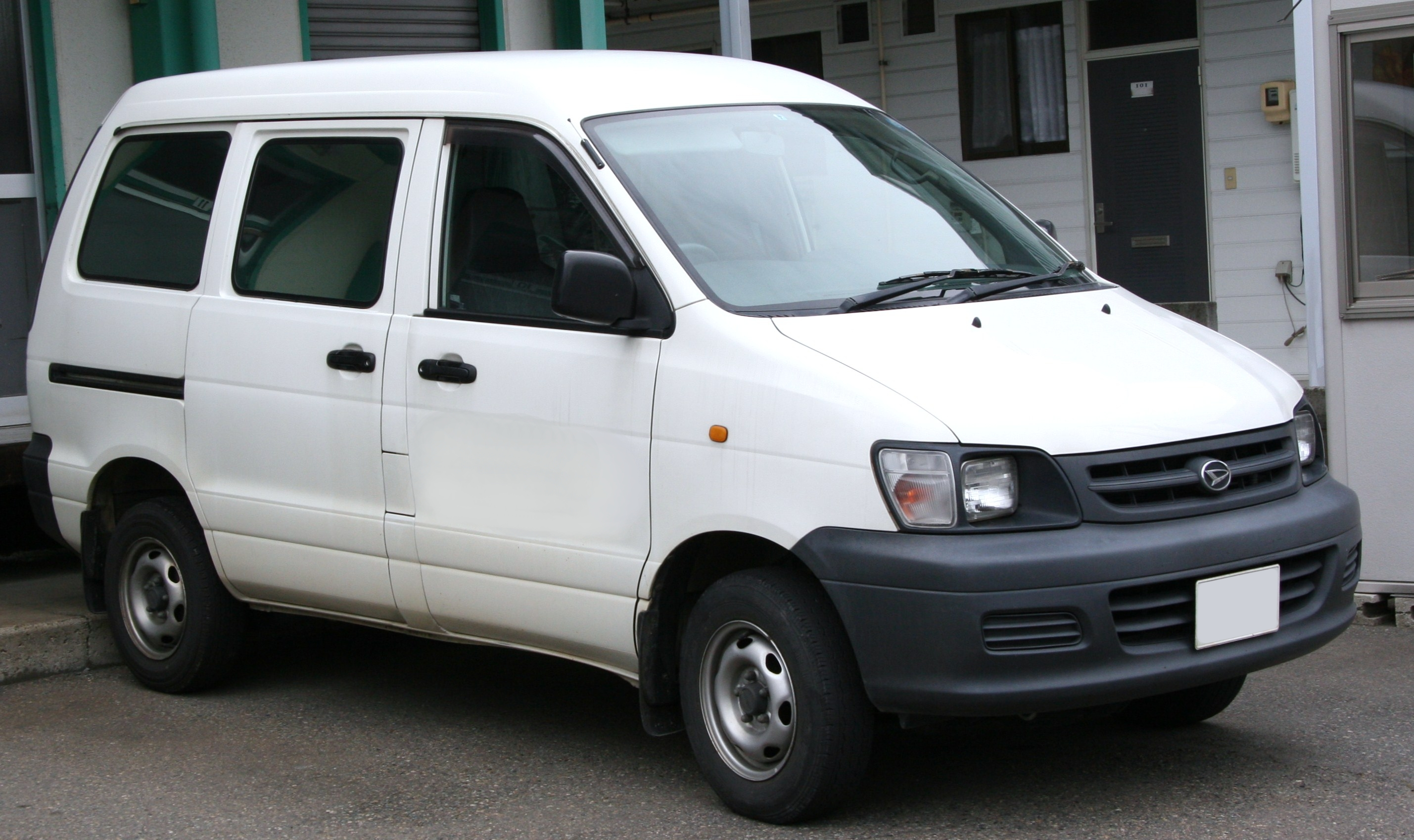
デルタバン

- 1996年10月、トヨタ・ライトエースノア・ライトエースバン / タウンエースノア・タウンエースバンのフルモデルチェンジに伴い最終型のOEM車種として発表される。名称も「デルタバン & ワゴン」となった。一部箇所はダイハツ開発で、製造も受託生産でダイハツが行っていた。この代では、ワゴンに新グレードとしてタウンエースノア/ライトエースノアの「フィールドツアラー」に相当する「トランスフィールド」、同「ロードツアラー」に相当する「カスタム」も設けられた。
- 2001年5月[1][2]、バン、ワゴンともに生産終了。在庫対応分のみの販売となる。
- 2001年11月、トヨタ・タウンエースノア / トヨタ・ライトエースノアからトヨタ・ノア / トヨタ・ヴォクシーのバトンタッチに伴い、デルタバン / ワゴンともに販売終了となった。
  - これにより、ダイハツの小型1BOX車は事実上の後継車であるアトレー7とグランカーゴのみになるが、共に2004年12月で販売終了。約15年半のブランクを経て、2020年6月22日にインドネシアで製造しているグランマックスの日本仕様の発売を発表（グランマックスは元々トヨタ・タウンエース（4代目）やトヨタ・ライトエース（6代目）のベース車種の位置づけであった）。グランマックスではデルタバンの実質的な後継となるグランマックスカーゴに加え、デルタ750の実質的な後継となるグランマックストラックも設定。ダイハツブランドでの普通車規格トラックの取扱はデルタ以来約17年ぶり、小型トラックに限ってはデルタ750以来約38年ぶりの再開となった。

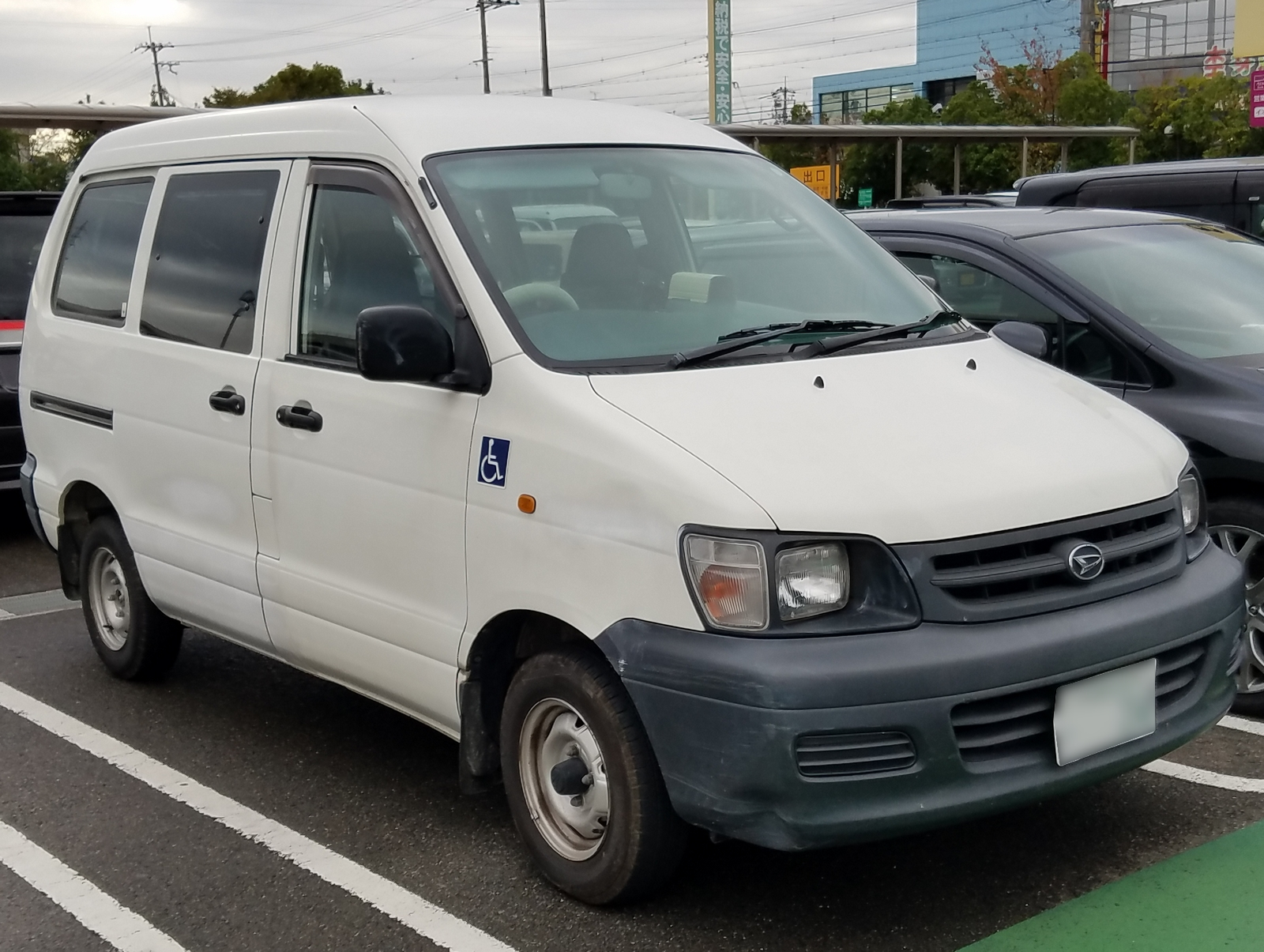
バン 後期型 ジャストロー DX
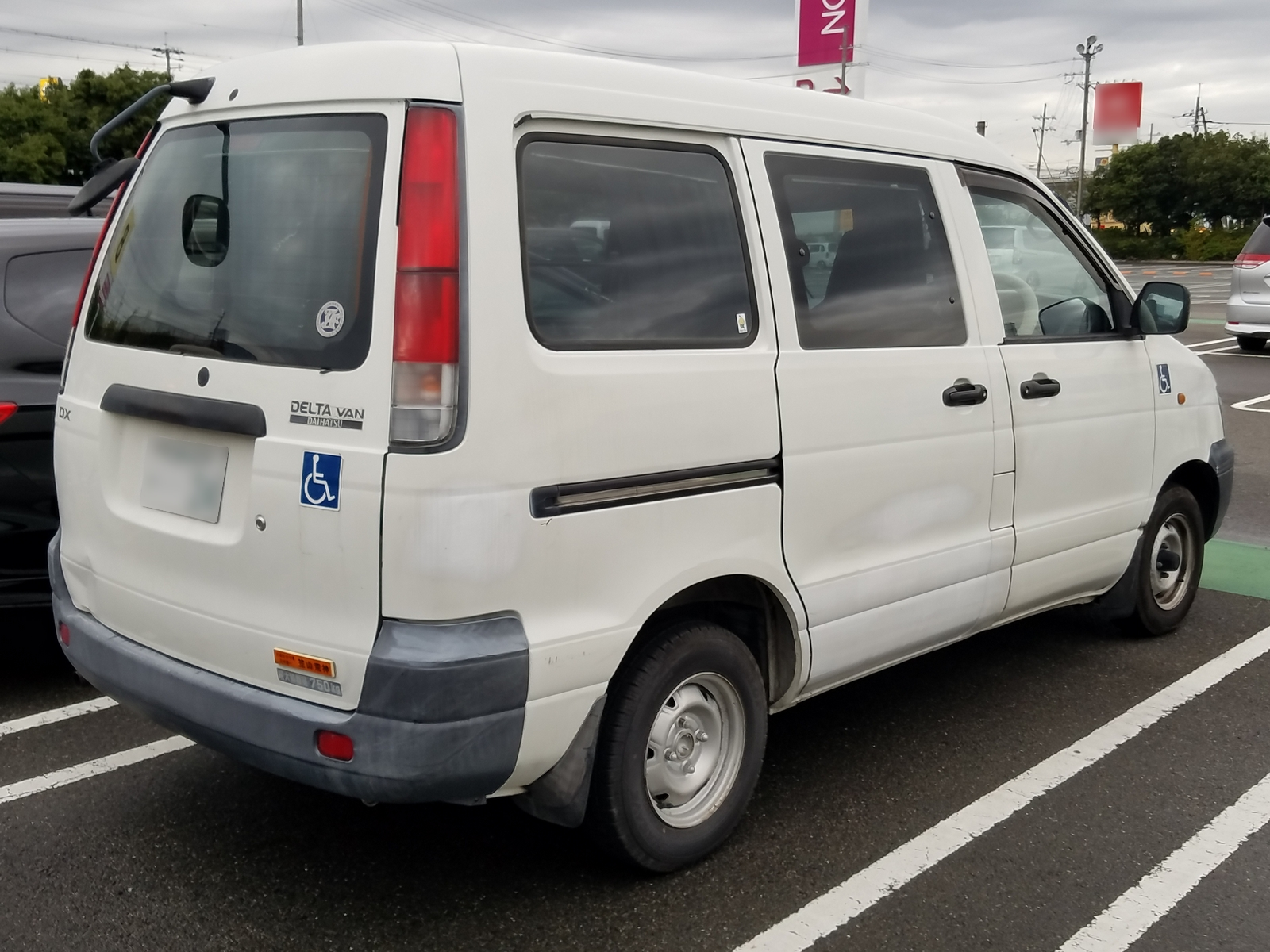
バン　後期型 ジャストロー DX
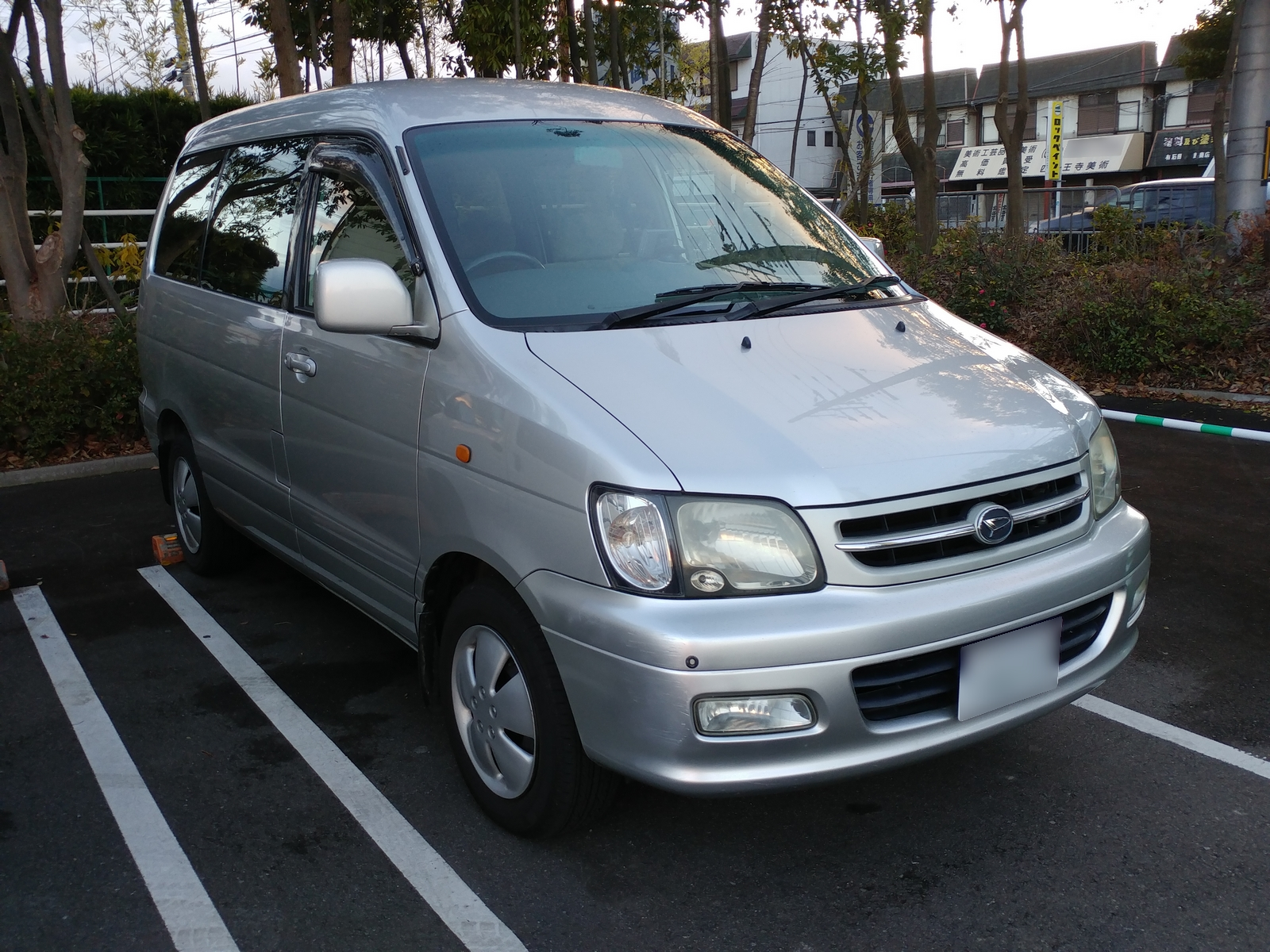
ワゴン 後期型 SQ
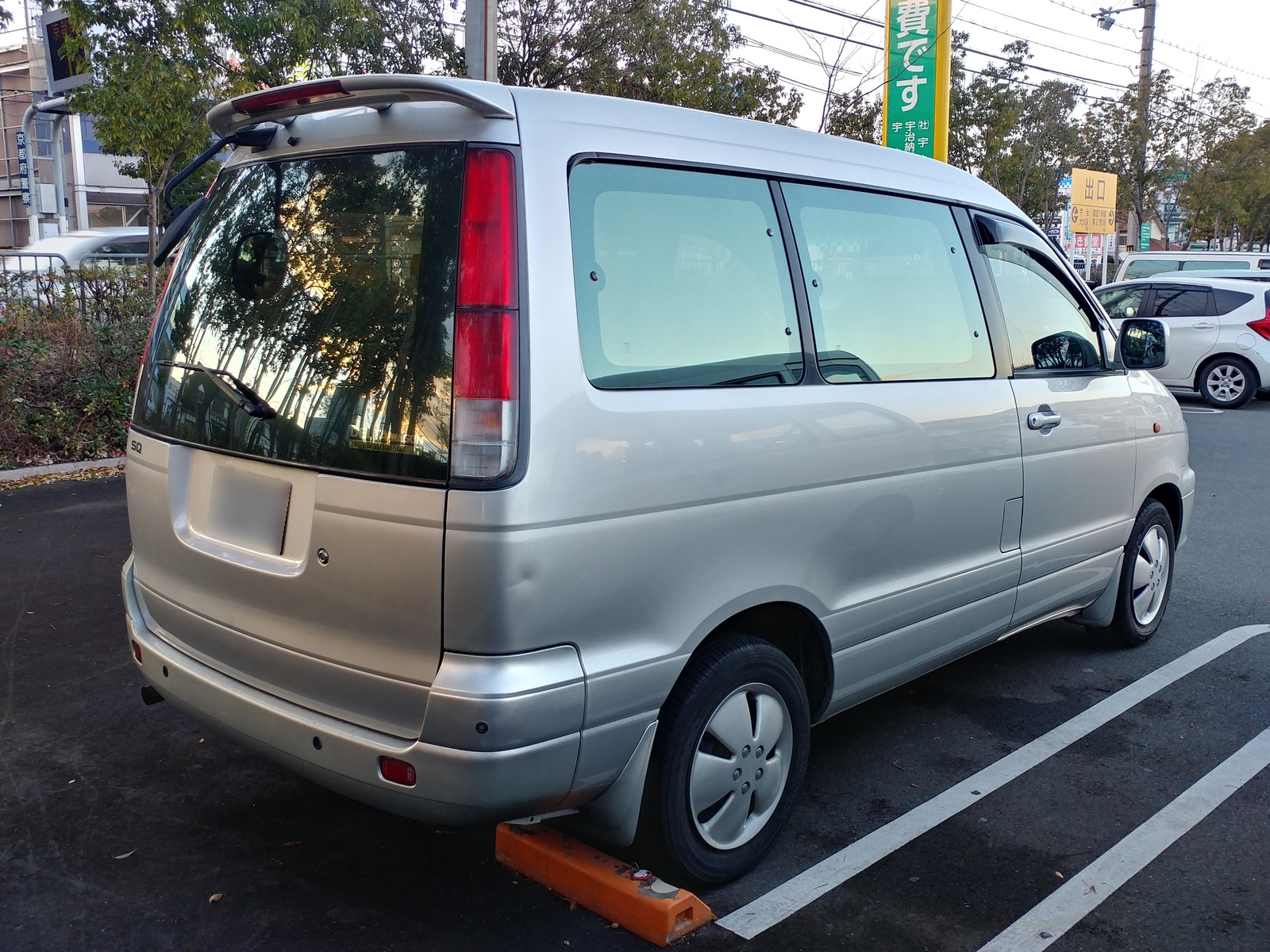
ワゴン 後期型 SQ